# Hietzinger Friedhof

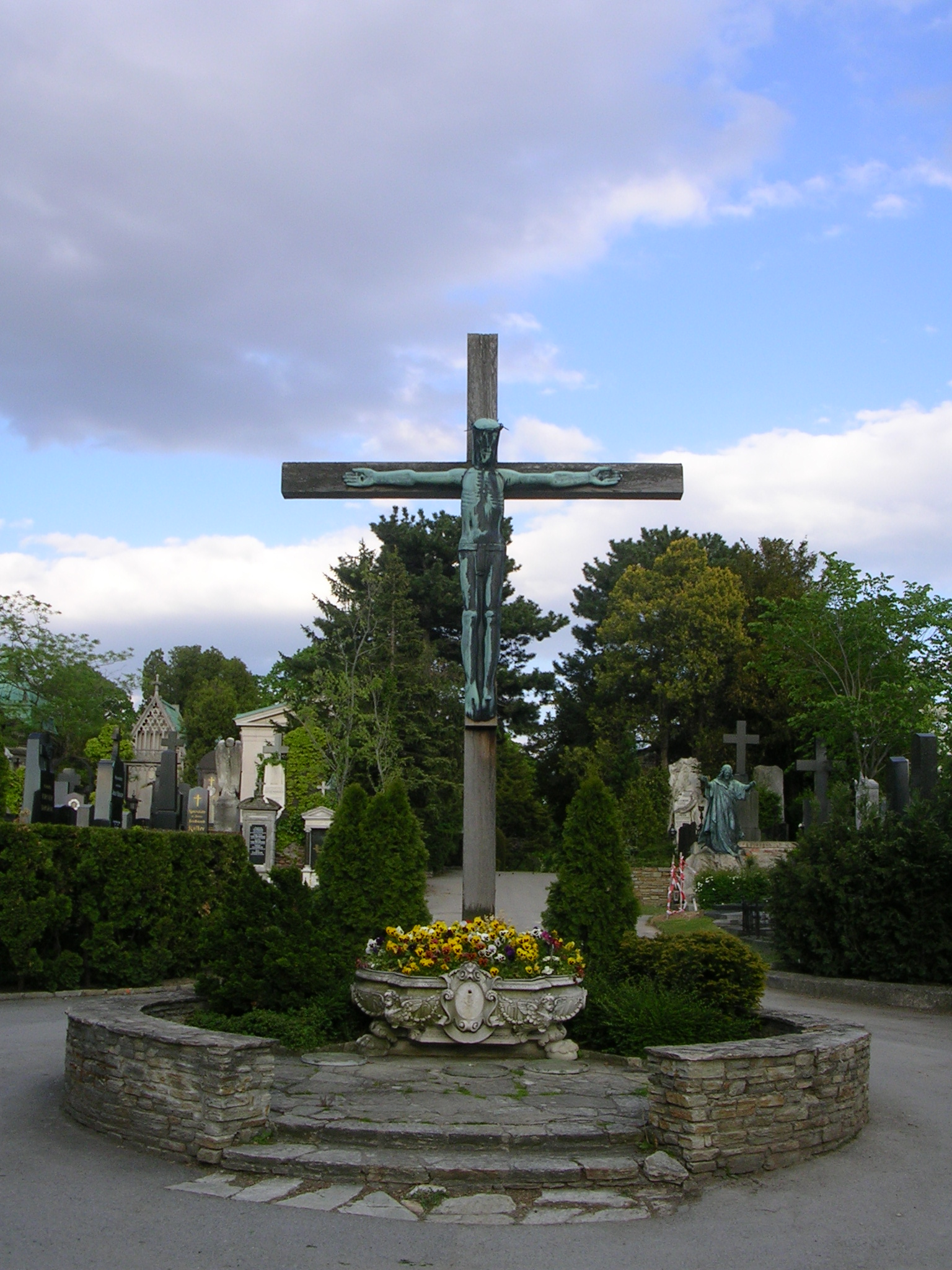
Friedhofskreuz am Friedhof Hietzing

Der Hietzinger Friedhof, amtlich als Friedhof Hietzing bezeichnet, ist der bekannteste  Friedhof in Hietzing, seit 1892 der 13. Wiener Gemeindebezirk.

## Lage
Der Friedhof liegt am Südrand von Alt-Hietzing, dem zentralen Bezirksteil, in Nachbarschaft zum Schloss- und Parkareal von Schönbrunn, der ehemaligen kaiserlichen Sommerresidenz.
Das Friedhofsgelände wird im Westen von der Maxingstraße und im Süden von der Elisabethallee begrenzt. Östlich des Friedhofs liegen jenseits des Seckendorff-Gudent-Wegs die ehemalige Meierei von Kaiserin Elisabeth im Südteil des Schlossparks, der hier einen Eingang hat, die Wohnhausanlage Fasangartensiedlung und ein zur Maria-Theresien-Kaserne (früher Teil des Fasangartens) gehörendes Gelände, im Norden der kleine Maxingpark, der außerhalb der Mauer des Schlossparks an dessen Tiroler Garten anschließt.
Der Haupteingang befindet sich in der Maxingstraße 15. Der Friedhof umfasst eine Fläche von 97.175 Quadratmeter und beherbergt 11.207 Grabstellen. Nach anderen Angaben waren es 2013 nur 9.694 Grabstellen.

## Geschichte

### Alter Friedhof
Hietzing gehörte bis 1786 zur Pfarre Penzing, dem Nachbarort am anderen Ufer des Wienflusses. Die Toten mussten daher auf dem „Gottesacker zu Penzing“ bestattet werden. Dennoch dürfte es bereits vor der Erhebung von Hietzing zur Pfarre einen Friedhof im Bereich Maxingstraße 6 und Trauttmansdorffgasse 1 gegeben haben. Hinweise hierfür sind das in der Front des Hauses Maxingstraße 6 eingebettete alte Friedhofskreuz aus dem Jahr 1619 und die Notiz in der „Topographie von Niederösterreich“, dass das Anwachsen des Ortes 1787 die Anlage eines neuen Friedhofes auf dem Künigelberge notwendig gemacht habe.

### Neuer Friedhof
Mit der Pfarrerhebung von Hietzing wurde im südwestlichen Teil von Hietzing der neue „Leichenhof“ errichtet und am 12. Februar 1787 vom Klosterneuburger Dekan Marcellin Jani geweiht. Erweiterungen erfolgten 1794, 1817 und 1835, wobei der Friedhof bei der letzten Erweiterung mit einer Mauer eingefriedet wurde. 1861 übernahm die Gemeinde Hietzing den Friedhof in ihr Eigentum.
Als der Friedhof 1892 neuerlich erweitert wurde, stand er nach der Eingemeindung von Hietzing 1890 / 1892  bereits im Eigentum der Wiener Stadtverwaltung. Er war als interkonfessioneller Friedhof für die Toten von Hietzing und Schloss Schönbrunn bestimmt. Nach den Erweiterungen des Friedhofes wurde 1897 ein neues Leichenhaus an der Maxingstraße mit zwei Leichenkammern und einem Vorraum sowie die Wohnung für einen Wärter in Betrieb genommen.
Nach mehrmaliger Erweiterung um die Jahrhundertwende umfasste der Friedhof 1905 bereits 26.129 Quadratmeter. 1907 wurde der Friedhof durch ein 15.967 Quadratmeter großes Grundstück bedeutend erweitert. Das neue Friedhofsareal wurde am 4. Jänner 1908 geweiht. 1913 wurde der Neubau einer Kapelle und einer Leichenkammer abgeschlossen. Die bestehenden Objekte wurden hingegen in Dienstwohnungen umgewandelt. Die Kapelle wurde am 25. Mai 1914 geweiht. Zwischen 1918 und 1944 wurde der Friedhof weitere vier Mal erweitert. In den 1930er Jahren erfolgten außerdem Umbau- und Renovierungsarbeiten an den vorhandenen Gebäuden.
In den letzten Tagen des Zweiten Weltkriegs wurden die Friedhofskapelle und die Aufbahrungshalle schwer beschädigt. Die Wiederherstellung der Gebäude konnte erst 1947 abgeschlossen werden. Die Aufbahrungshalle wurde 1952 umgestaltet, die Kapelle 1963 renoviert. Zudem erfolgte in den 1950er Jahren die neuerliche Erweiterung des Friedhofs.
Der alte Friedhofsteil im Biedermeierstil wurde 1970 renoviert. Aufbahrungshalle und Kapelle wurden ebenfalls Anfang der 1970er Jahre nach den Plänen von Erich Boltenstern renoviert und umgestaltet. Zudem wurden die Verwaltungsgebäude renoviert. 1979 wurde der Friedhof am östlichen Rand zum letzten Mal erweitert. Die bisher letzte Umgestaltung der Aufbahrungsräume fand 1989 bis 1991 nach Plänen von Christof Riccabona statt. Der in Aufbahrungsraum Nr. 2 nachempfundene Rokokostil wurde dabei beibehalten.

## Grabstätten bedeutender Persönlichkeiten

### Ehrenhalber gewidmete Gräber

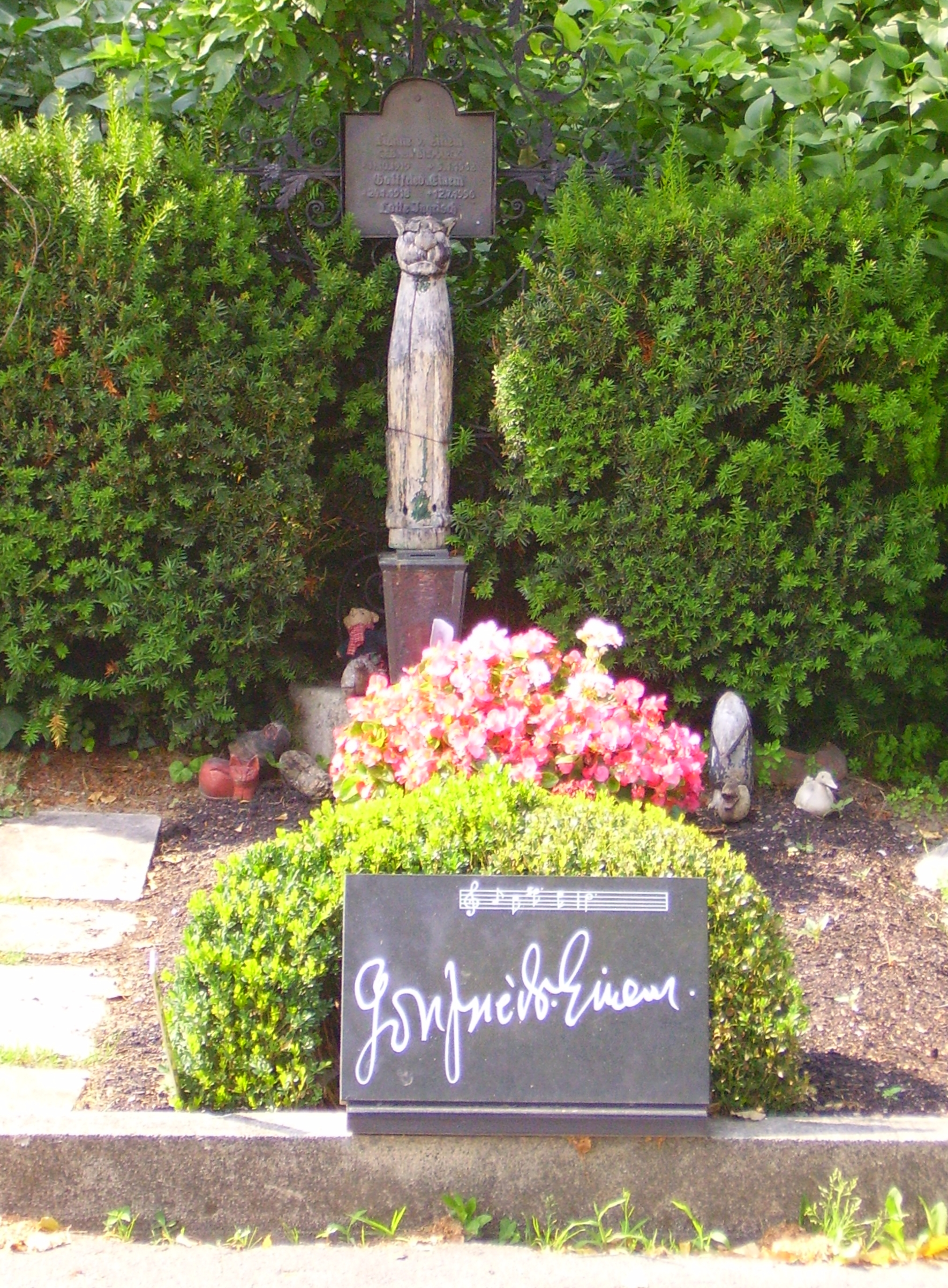
Gottfried von Einems Ehrengrab

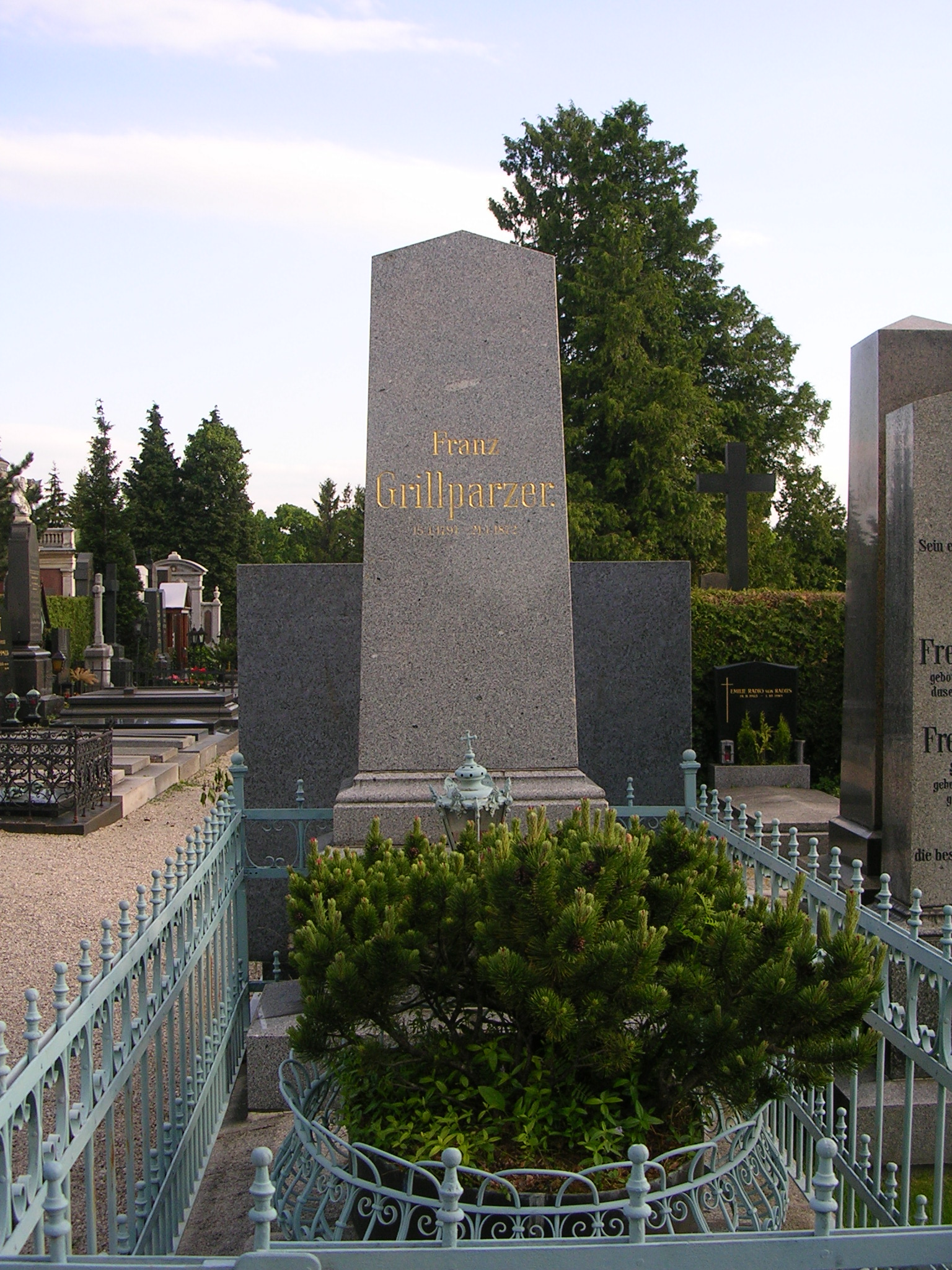
Grabstelle von Franz Grillparzer

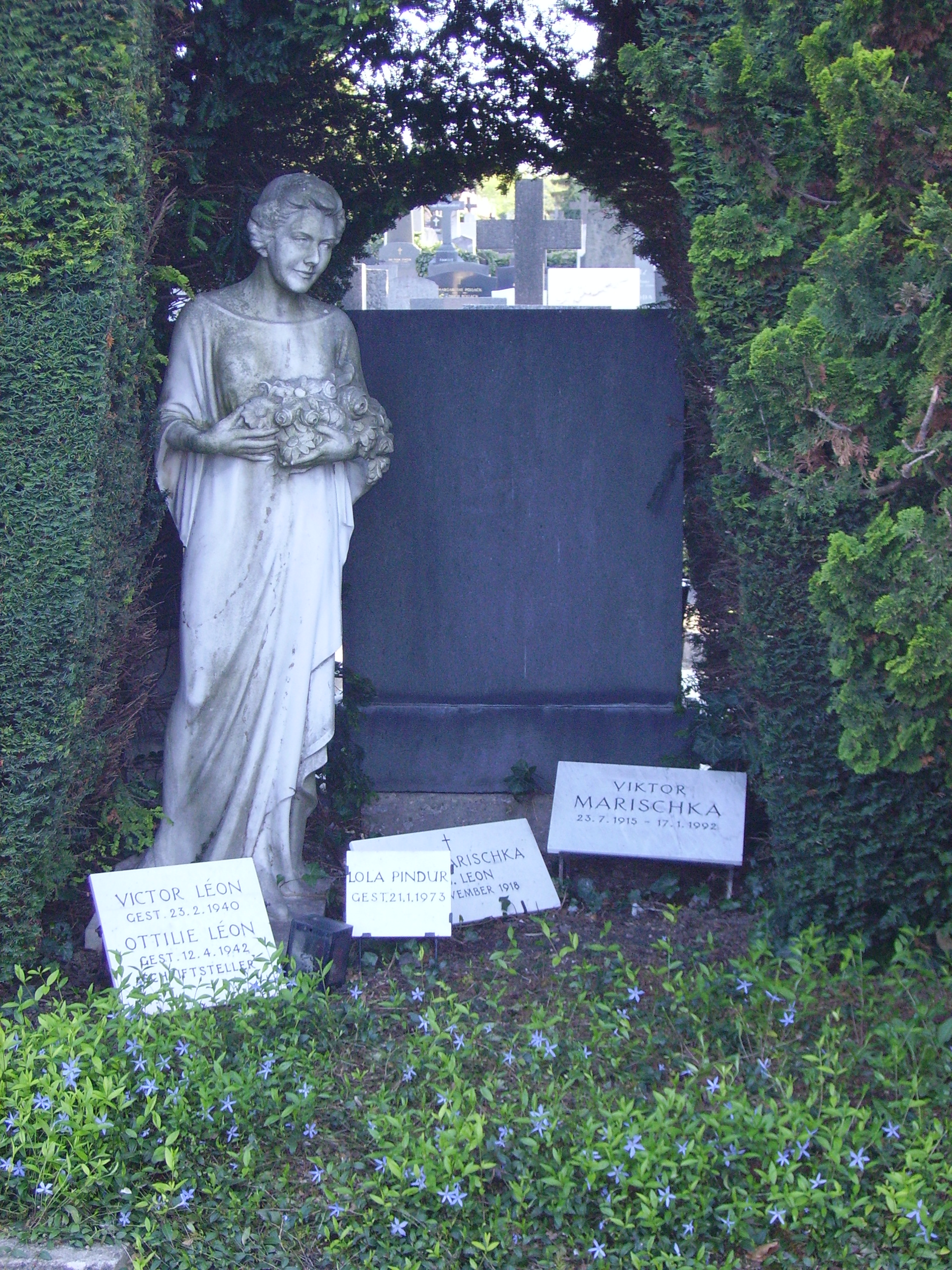
Grabstelle von Victor Léon

Der Hietzinger Friedhof weist 111 ehrenhalber gewidmete Gräber auf.
| Name                             | Lebensdaten | Tätigkeit                                           |
| -------------------------------- | ----------- | --------------------------------------------------- |
| Alban Berg                       | 1885–1935   | Komponist                                           |
| Anton von Banhans                | 1825–1902   | Politiker                                           |
| Karl von Banhans                 | 1861–1942   | Jurist und Politiker                                |
| Friedrich Beck (Maler)           | 1873–1921   | Maler                                               |
| Otto Benesch                     | 1896–1964   | Kunsthistoriker                                     |
| Carlo Böhm                       | 1917–1997   | Schauspieler                                        |
| Barbara Bogner (geb. Fröhlich)   | 1797–1878   | Sängerin und Malerin, Schwester von Kathi Fröhlich  |
| Heinz Conrads                    | 1913–1986   | Schauspieler und Conferencier                       |
| Anton Dermota                    | 1910–1989   | Opernsänger                                         |
| Caspar Einem                     | 1948–2021   | Politiker                                           |
| Gottfried von Einem              | 1918–1996   | Komponist                                           |
| Heinrich Eisenbach               | 1870–1923   | Schauspieler                                        |
| Ludwig Julius Eisenberg          | 1858–1910   | Schriftsteller                                      |
| Fanny Elßler                     | 1810–1884   | Tänzerin                                            |
| Eduard Fischer                   | 1862–1935   | Generalmajor und Schriftsteller                     |
| Johanna Franul von Weißenthurn   | 1773–1847   | Schauspielerin und Schriftstellerin                 |
| Gerhard Fritsch                  | 1924–1969   | Schriftsteller und Bibliothekar                     |
| Anna (Netti) Fröhlich            | 1793–1880   | Sängerin, Schwester von Kathi                       |
| Kathi Fröhlich                   | 1800–1879   | Sängerin, Freundin von Franz Grillparzer            |
| Joseph Giampietro                | 1866–1913   | Schauspieler und Komiker                            |
| Karl Gölsdorf                    | 1861–1916   | Lokomotivkonstrukteur                               |
| Bruno Granichstaedten            | 1879–1944   | Komponist und Pianist                               |
| Franz Grillparzer                | 1791–1872   | Schriftsteller                                      |
| Richard Groner                   | 1853–1931   | Lokalhistoriker und Journalist                      |
| Anton Hanak                      | 1875–1934   | Bildhauer                                           |
| Gerhard Hanappi                  | 1929–1980   | Fußballspieler und Architekt                        |
| Marte Harell                     | 1907–1996   | Schauspielerin                                      |
| Karl Hartl                       | 1899–1978   | Filmregisseur                                       |
| Joseph Hellmesberger senior      | 1828–1893   | Violinvirtuose, Direktor des Wiener Konservatoriums |
| Joseph Hellmesberger junior      | 1855–1907   | Operettenkomponist und Hofkapellmeister             |
| Georg Hellmesberger senior       | 1800–1873   | Violinist und Dirigent                              |
| Ferdinand Hellmesberger          | 1863–1940   | Dirigent, Cellist und Kapellmeister                 |
| Peter Hey                        | 1914–1994   | Kabarettist                                         |
| Egon Hilbert                     | 1899–1968   | Staatsoperndirektor                                 |
| Otto Hofner                      | 1879–1946   | Bildhauer und Medailleur                            |
| Hans Hollein                     | 1934–2014   | Architekt                                           |
| Hans Jaray                       | 1906–1990   | Kammerschauspieler und Regisseur                    |
| Gustav Jäger                     | 1865–1938   | Physiker                                            |
| Josef Josephi                    | 1852–1920   | Schauspieler                                        |
| Carl Kalwoda                     | 1896–1951   | Schauspieler                                        |
| Wilhelm Karczag                  | 1857–1923   | Theaterdirektor                                     |
| Louise Kartousch                 | 1886–1964   | Schauspielerin                                      |
| Gustav Klimt                     | 1862–1918   | Maler                                               |
| Marie Emilie Auguste Koberwein   | 1819–1895   | Schauspielerin                                      |
| Alexander Kolisko                | 1857–1918   | Pathologe und Gerichtsmediziner                     |
| Walter Koschatzky                | 1921–2003   | Kunsthistoriker und Museumsdirektor                 |
| Heinrich Kraus                   | 1924–2018   | Theaterwissenschaftler und Theaterdirektor          |
| Hans Kunke                       | 1906–1940   | Versicherungsbeamter und Widerstandskämpfer         |
| Stefanie Kunke                   | 1908–1943   | Lehrerin und Widerstandskämpferin                   |
| Karl Lausecker                   | 1928–2015   | Politiker                                           |
| Victor Léon                      | 1858–1940   | Librettist                                          |
| Alexander Lernet-Holenia         | 1897–1976   | Schriftsteller                                      |
| Alfons Lhotsky                   | 1903–1968   | Historiker                                          |
| Emmerich Magyar (Robert)         | 1847–1899   | Burgschauspieler und Regisseur                      |
| Johann Malfatti                  | 1775–1859   | Mediziner                                           |
| Gustav Maran                     | 1854–1917   | Schauspieler                                        |
| Franz Marischka                  | 1918–2009   | Regisseur                                           |
| Hubert Marischka                 | 1882–1959   | Schauspieler und Theaterdirektor                    |
| Ludwig Wilhelm Mauthner          | 1806–1858   | Kinderarzt                                          |
| Karl Mayerhofer                  | 1828–1913   | Hofopernsänger                                      |
| Lotte Medelsky                   | 1880–1960   | Hofschauspielerin                                   |
| Karl Moering                     | 1810–1870   | Offizier, politischer Publizist                     |
| Fritz Moravec                    | 1922–1997   | Alpinist                                            |
| Ludwig Moser                     | 1869–1938   | Komponist, Orgelvirtuose, Blinden-Musikprofessor    |
| Josef Neumayer                   | 1844–1923   | Jurist, christlichsozialer Politiker                |
| Josef Hilarius Nowalski de Lilia | 1857–1928   | Archäologe                                          |
| Herbert Reisner                  | 1912–1982   | Neurologe und Psychiater                            |
| Theobald von Rizy                | 1807–1882   | Jurist und Politiker                                |
| Lotte Rysanek                    | 1924–2016   | Opernsängerin (Sopran)                              |
| Erna Sailer                      | 1908–2004   | Juristin und Politikerin                            |
| Karl Hans Sailer                 | 1900–1957   | Journalist                                          |
| Michl Schwarz                    | 1878–1968   | Arzt und Fußballfunktionär                          |
| Henriette Strauß                 | 1818–1878   | Hofopernsängerin                                    |
| Willy Strehl                     | 1881–1941   | Operettensänger                                     |
| Hans Strotzka                    | 1917–1994   | Mediziner                                           |
| Karl Tautenhayn                  | 1871–1949   | Komponist                                           |
| Otto Wagner                      | 1841–1918   | Architekt                                           |
| Richard Waldemar                 | 1869–1946   | Schauspieler                                        |
| Stella Wang-Tindl                | 1895–1974   | Pianistin                                           |
| Lucille Marcell-Weingartner      | 1887–1921   | Kammersängerin                                      |
| Rudolf Weinwurm                  | 1835–1911   | Musikdirektor                                       |
| Richard Weiskirchner             | 1861–1926   | Jurist                                              |
| Mathilde Wildauer                | 1820–1878   | Burgschauspielerin und Hofopernsängerin             |
| Klaus Wildbolz                   | 1937–2017   | Schauspieler                                        |
| Leopold Zechner                  | 1884–1968   | Politiker und Stadtschulratspräsident               |
| Gustav Zelibor                   | 1903–1978   | Komponist und Kapellmeister                         |
| Mizzi Zwerenz                    | 1876–1947   | Schauspielerin und Operettensoubrette               |

### Gräber weiterer Persönlichkeiten

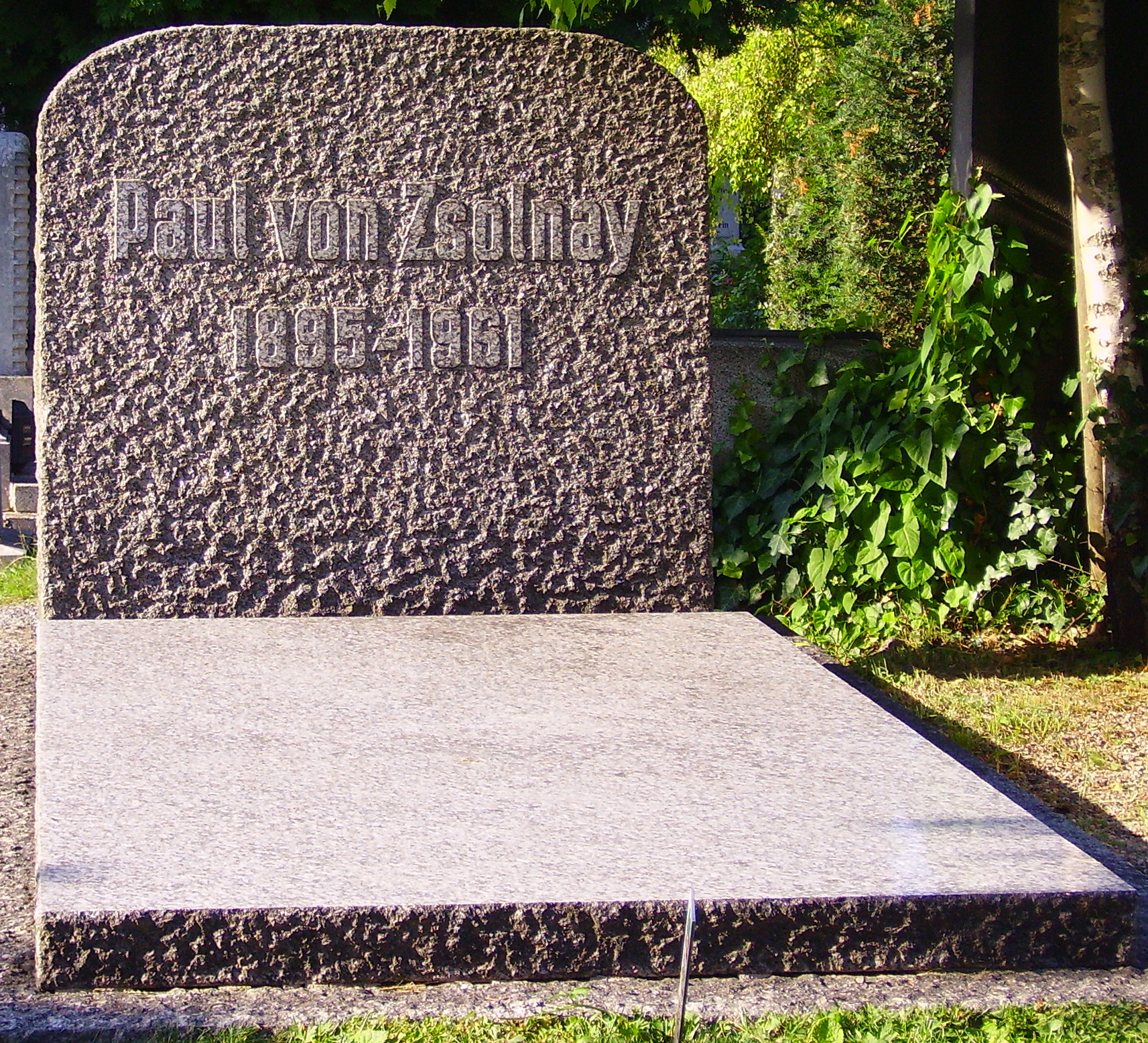
Grab von Paul von Zsolnay

Weitere bedeutende Persönlichkeiten, die am Hietzinger Friedhof begraben sind:
| Name                                | Lebensdaten | Tätigkeit                                                 |
| ----------------------------------- | ----------- | --------------------------------------------------------- |
| Hermann Aichinger                   | 1885–1962   | Architekt                                                 |
| Hermann Aichinger junior            | 1917–1965   | Architekt                                                 |
| Otto Ambros                         | 1910–1979   | Schauspieler                                              |
| Maximilian Attems-Heiligenkreuz     | 1892–1977   | Botschafter                                               |
| Carl Auer von Welsbach              | 1858–1929   | Chemiker, Erfinder                                        |
| Karl Ausch                          | 1893–1976   | Journalist                                                |
| Reinhold Backmann                   | 1884–1947   | Germanist                                                 |
| Max Bamberger                       | 1861–1927   | Chemiker                                                  |
| Josef Bandion                       | 1930–2005   | Magistratsdirektor der Stadt Wien                         |
| Carl von Bardolff                   | 1865–1953   | k.u.k. Feldmarschalleutnant                               |
| Etta Becker-Donner                  | 1911–1975   | Ethnologin                                                |
| Jara Beneš                          | 1897–1949   | Komponist (Grab aufgelassen)                              |
| Eduard Beninger                     | 1897–1963   | Ur- und Frühgeschichtsforscher                            |
| Kurt Bergmann                       | 1935–2016   | Journalist und Politiker                                  |
| Eugen Beyer                         | 1882–1940   | Feldmarschallleutnant                                     |
| Josef Freiherr von Bezecny          | 1829–1904   | Generalintendant des Hoftheaters                          |
| Leopold Bilogan                     | 1912–1995   | Offizier                                                  |
| Friedrich Birsak                    | 1909–1997   | Berufsoffizier                                            |
| Helmut Boese                        | 1911–1983   | Bibliothekar                                              |
| Sven Boltenstern                    | 1932–2019   | Goldschmied und Bildhauer                                 |
| Hans Böhler                         | 1884–1961   | Maler und Grafiker                                        |
| Otto Böhler                         | 1847–1913   | Scherenschnittkünstler                                    |
| Bruno Buchwieser junior             | 1919–1993   | Präsident der ÖJAB                                        |
| Bruno Buchwieser senior             | 1883–1960   | Architekt (Grab aufgelassen)                              |
| Artur Maximilian von Bylandt-Rheidt | 1821–1891   | Feldzeugmeister, k.u.k. Kriegsminister                    |
| Jean-Baptiste Cléry                 | 1759–1809   | Gefolgsmann von Ludwig XVI.                               |
| Franz Graf Conrad von Hötzendorf    | 1852–1925   | Feldmarschall, k.u.k. Generalstabschef                    |
| Ernst Décsey                        | 1870–1941   | Schriftsteller und Musikkritiker                          |
| Anton Dermota                       | 1910–1989   | Tenor                                                     |
| Alwine Dollfuß                      | 1897–1973   | Ehefrau von Engelbert Dollfuß                             |
| Engelbert Dollfuß                   | 1892–1934   | Politiker                                                 |
| Anita Dorris                        | 1903–1993   | Schauspielerin                                            |
| Hans Duhan                          | 1890–1971   | Bariton                                                   |
| Franz Dworak                        | 1902–1979   | Politiker                                                 |
| Peter Ebinger                       | 1958–2015   | Dressurreiter                                             |
| Kurt Eigl                           | 1911–2009   | Drehbuchautor                                             |
| Franz Elsner                        | 1898–1978   | Maler                                                     |
| E. W. Emo                           | 1898–1975   | Regisseur                                                 |
| Eduard von Engerth                  | 1818–1897   | Historienmaler                                            |
| Rüdiger Engerth                     | 1919–2005   | Kunstkritiker                                             |
| Wilhelm Engert                      | 1884–1963   | Diplomat                                                  |
| Philipp Erlacher                    | 1886–1980   | Orthopäde                                                 |
| Karl Flödl                          | 1900–1968   | Politiker                                                 |
| August Forstner                     | 1876–1941   | Politiker                                                 |
| Gerhard Freund                      | 1925–1979   | Schauspieler                                              |
| Walter Frodl                        | 1908–1994   | Kunsthistoriker, Präsident des Bundesdenkmalamtes         |
| Eva Frodl-Kraft                     | 1916–2011   | Kunsthistorikerin                                         |
| Hubert Gangl                        | 1874–1932   | Architekt                                                 |
| Martin Gerlach junior               | 1879–1944   | Fotograf                                                  |
| Remigius Geyling                    | 1878–1974   | Maler                                                     |
| Ella Giampietro                     | 1871–?      | Schauspielerin, Frau von Joseph Giampietro                |
| Martin Fuchs                        | 1903–1969   | Diplomat (Grab aufgelassen)                               |
| Friedrich Funder                    | 1872–1959   | Journalist                                                |
| Erwin Fussenegger                   | 1908–1986   | Generaltruppeninspektor des Bundesheer                    |
| Franz Glawatsch                     | 1871–1928   | Operettensänger                                           |
| Ferdinand Gorup von Besánez         | 1855–1928   | Polizeijurist und Polizeipräsident                        |
| Otto Götzinger                      | 1912–1999   | Maler und Restaurator                                     |
| Wolfgang Götzinger                  | 1944–2015   | Maler und Restaurator                                     |
| Dionys von Grün                     | 1819–1896   | Geograf und Hochschullehrer                               |
| Franz Haider                        | 1877–1951   | Politiker                                                 |
| Marte Harell                        | 1907–1996   | Schauspielerin                                            |
| Wilhelm von Hartel                  | 1839–1907   | Klassischer Philologe                                     |
| Hans Hass                           | 1919–2013   | Zoologe, Meeresforscher                                   |
| Karl Hauschka                       | 1896–1981   | Architekt                                                 |
| Friedrich Hausmann                  | 1917–2009   | Mittelalterhistoriker                                     |
| Kurt Heller                         | 1939–2020   | Jurist und Verfassungsrichter                             |
| Viktor Heller                       | 1925–1987   | Jurist und Richter                                        |
| Werner Herbst                       | 1943–2008   | Lyriker und Erzähler                                      |
| Hermann Julius Hermann              | 1869–1953   | Kunsthistoriker                                           |
| Gerald Hinteregger                  | 1928–2013   | Botschafter                                               |
| Adolf Hoch                          | 1910–1992   | Architekt                                                 |
| Robert Hochner                      | 1945–2001   | Journalist und Fernsehmoderator                           |
| Emil Hochreiter                     | 1872–1938   | Komponist                                                 |
| Hubert Hofeneder                    | 1915–1996   | Politiker                                                 |
| Rudolf Höfer                        | 1923–2023   | Mediziner                                                 |
| Ernst Huber                         | 1895–1960   | Maler                                                     |
| Franz Hubmann                       | 1914–2007   | Fotograf                                                  |
| Carl Hudeczek                       | 1889–1971   | Botschafter                                               |
| Gustav Hummer                       | 1877–1959   | Politiker                                                 |
| Lotte Ingrisch                      | 1930–2022   | Schriftstellerin                                          |
| Hanns Jäger-Sunstenau               | 1911–2008   | Genealoge                                                 |
| Peter Janisch                       | 1924–2015   | Schauspieler                                              |
| Walter Jaschek                      | 1912–1980   | Astronom (Grab aufgelassen)                               |
| Josef Kalenberg                     | 1886–1962   | Opernsänger                                               |
| Hans Kapfer                         | 1903–1992   | Politiker                                                 |
| Helmut Koinigg                      | 1948–1974   | Autorennfahrer                                            |
| Joseph Ritter von Kerzl             | 1841–1919   | Leibarzt Franz Josephs I.                                 |
| Karl Killmeyer                      | 1923–2015   | Speedway-Rennfahrer                                       |
| Rudolf Kinauer                      | 1908–1979   | Kartographiehistoriker                                    |
| Willibald Kirbes                    | 1902–1990   | Fußballspieler                                            |
| Ernst Kirchweger                    | 1898–1965   | Sozialdemokrat                                            |
| Adalbert Klaar                      | 1900–1981   | Architekt                                                 |
| Kurt Klaudy                         | 1905–2009   | Architekt                                                 |
| Karel Klíč                          | 1841–1926   | Maler, Grafiker und Fotograf                              |
| Peter Klitsch                       | 1934–2024   | Künstler und Maler                                        |
| Otto König                          | 1838–1920   | Bildhauer                                                 |
| Julie Kopacsy-Karczag               | 1867–1957   | Operettensängerin                                         |
| Walter Koschatzky                   | 1921–2003   | Kunsthistoriker                                           |
| Victor Kraft                        | 1880–1975   | Wissenschaftstheoretiker                                  |
| Helmut Kramer                       | 1939–2023   | Wirtschaftswissenschaftler                                |
| Peter Krauland                      | 1903–1985   | Politiker                                                 |
| Karl Kummer                         | 1904–1967   | Politiker                                                 |
| Leopoldine Kutzel                   | 1860–1935   | Volkssängerin                                             |
| Anton Lang                          | 1820–1880   | Textilfabrikant                                           |
| Jakob Lang                          | 1822–1892   | Textilfabrikant                                           |
| Margarete Lanner                    | 1896–1981   | Schauspielerin                                            |
| Herbert Laszlo                      | 1940–2009   | Glücksforscher                                            |
| Friedrich Lehne                     | 1913–2006   | Rechtswissenschaftler                                     |
| Sebastian Leitner                   | 1919–1989   | Publizist                                                 |
| Thea Leitner                        | 1921–2016   | Autorin                                                   |
| Ingrid Leodolter                    | 1919–1986   | Ärztin und Politikerin                                    |
| Norbert Leser                       | 1933–2014   | Sozialphilosoph                                           |
| Jenny Liese                         | 1889–1971   | Operettensängerin und Schauspielerin                      |
| Edwin Loebenstein                   | 1911–1998   | Jurist                                                    |
| Willy Lorenz                        | 1914–1995   | Schriftsteller                                            |
| Engelbert Mang                      | 1883–1955   | Architekt                                                 |
| Hermann Manz                        | 1839–1896   | deutscher Verleger, Buch- und Kunsthändler                |
| Ernst Marboe                        | 1909–1957   | Schriftsteller                                            |
| Ernst Marischka                     | 1893–1963   | Regisseur                                                 |
| Peter Matić                         | 1937–2019   | Schauspieler                                              |
| Beppo Mauhart                       | 1933–2017   | Manager                                                   |
| Georg Mautner Markhof               | 1926–2008   | Industrieller und Politiker                               |
| Laurenz Mayer                       | 1828–1912   | kaiserlicher Hof- und Burgpfarrer und Weihbischof         |
| Friedrich Mayer-Beck                | 1907–1977   | Grafiker und Illustrator                                  |
| Franz Josef Mayer-Gunthof           | 1894–1977   | Unternehmer                                               |
| Franz Mayr                          | 1814–1863   | Kinderarzt, kaiserlicher Leibarzt und Hochschullehrer     |
| Richard Meister                     | 1881–1964   | Wissenschaftler (Grab aufgelassen)                        |
| Carl Melles                         | 1926–2004   | Dirigent                                                  |
| Rudolf von Merkl                    | 1831–1911   | General, k.u.k. Kriegsminister                            |
| Josef Mertin                        | 1904–1998   | Ensembleleiter                                            |
| Pauline von Metternich              | 1836–1921   | Salonnière                                                |
| Ernst Morawec                       | 1894–1980   | Violinist                                                 |
| Koloman Moser                       | 1868–1918   | Maler                                                     |
| Hans Günther Mukarovsky             | 1922–1992   | Afrikanist                                                |
| Gustav Nebehay                      | 1881–1935   | Kunsthändler                                              |
| Alfred Neugebauer                   | 1888–1957   | Schauspieler                                              |
| Rudolf Neumayer                     | 1887–1977   | Finanzfachmann und Politiker                              |
| Erich von Neusser                   | 1902–1957   | Filmproduktionsleiter (Grab aufgelassen)                  |
| Franz Nissl                         | 1852–1942   | Elektrotechniker                                          |
| Anton Norst                         | 1859–1939   | Beamter                                                   |
| Sabine Oberhauser                   | 1963–2017   | Politikerin                                               |
| Oswald Oberhuber                    | 1931–2020   | Maler, Bildhauer und Grafiker                             |
| Hanns Obonya                        | 1922–1978   | Schauspieler                                              |
| Rudolf Österreicher                 | 1881–1966   | Schriftsteller                                            |
| Gustav Otruba                       | 1925–1994   | Wirtschaftshistoriker, Soziologe und Autor                |
| Clemens Pausinger                   | 1908–1989   | Widerstandskämpfer                                        |
| Leopold Pfaff                       | 1837–1914   | Jurist (Grab aufgelassen)                                 |
| Martin Pfundner                     | 1930–2016   | Manager                                                   |
| Wolfgang Pillewizer                 | 1911–1999   | Kartograf                                                 |
| Emil Pirchan der Ältere             | 1844–1928   | Maler                                                     |
| Emil Pirchan                        | 1884–1957   | Bühnenbildner                                             |
| Wilfried Platzer                    | 1909–1981   | Botschafter                                               |
| Pia Maria Plechl                    | 1933–1995   | Journalistin und Autorin                                  |
| Ernst von Plener                    | 1841–1923   | Politiker                                                 |
| Alexander Pock                      | 1871–1950   | Porträtmaler                                              |
| Gottlieb Polak                      | 1883–1942   | Reitmeister                                               |
| Fritz Polcar                        | 1909–1975   | Politiker                                                 |
| Rudolf Prack                        | 1905–1981   | Schauspieler                                              |
| Robert Primavesi                    | 1854–1926   | Unternehmer, Großgrundbesitzer und Parlamentsabgeordneter |
| Grete Rader-Soulek                  | 1920–1997   | Textilkünstlerin                                          |
| Fritz Regler                        | 1901–1976   | Physiker                                                  |
| Hugo Reichenberger                  | 1873–1938   | Dirigent und Komponist                                    |
| Alfred Reiterer                     | 1934–2008   | Schauspieler                                              |
| Fritz Reuter                        | 1875–1959   | Rechtsmediziner und Politiker                             |
| Heinz Reuter                        | 1914–1994   | Meteorologe und Direktor der ZAMG                         |
| Victor von Röll                     | 1852–1922   | Jurist                                                    |
| Oswald Roux                         | 1880–1961   | Landschaftsmaler                                          |
| Neli Sadovska                       | 1943–2019   | Autorin und Journalistin                                  |
| Karl Scharizer                      | 1901–1956   | Politiker                                                 |
| Anton von Schmerling                | 1805–1893   | Politiker, Jurist                                         |
| Willy Schmidt-Gentner               | 1894–1964   | Filmkomponist                                             |
| Franz Xaver von Schönaich           | 1844–1916   | General, k.u.k. Kriegsminister                            |
| Robert Schoeller                    | 1873–1950   | Industrieller der Zuckerindustrie                         |
| Otto Schönthal                      | 1878–1961   | Architekt                                                 |
| Aloys von Seiller                   | 1833–1918   | Diplomat                                                  |
| Herbert Seiter                      | 1921–1996   | Komponist, Musiker                                        |
| Stefan Schödl                       | 1957–2005   | Entomologe                                                |
| Heinrich Schopper                   | 1881–1952   | Architekt                                                 |
| Katharina Schratt                   | 1853–1940   | Schauspielerin                                            |
| Herma Schuschnigg                   | 1901–1935   | Gattin von Kurt Schuschnigg                               |
| Franz Seitelberger                  | 1916–2007   | Neurologe                                                 |
| Rudolf Sieczyński                   | 1879–1952   | Wienerliedkomponist                                       |
| Oskar Siedek                        | 1853–1934   | Vorkämpfer der Feuerbestattung in Österreich              |
| Viktor Siedek                       | 1856–1937   | Architekt                                                 |
| Josef Heinrich Sommer               | 1888–1946   | Politiker                                                 |
| Rudolf Sonndorfer                   | 1839–1910   | Handelswissenschaftler                                    |
| Christiane Sorell                   | 1931–2015   | Opernsängerin (Sopran)                                    |
| Martin Spitzer                      | 1965–2024   | Jazzgitarrist                                             |
| Robert Stix                         | 1903–1974   | Elektrotechniker                                          |
| Erwin Strahl                        | 1929–2011   | Schauspieler                                              |
| Ludwig Streicher                    | 1920–2003   | Kontrabassist                                             |
| Hans Strotzka                       | 1917–1994   | Tiefenpsychologe                                          |
| Wilhelm Svetlin                     | 1849–1914   | Mediziner                                                 |
| Othmar Tauschitz                    | 1925–2022   | General                                                   |
| Reginald Thomas                     | 1928–2001   | Botschafter                                               |
| Bernhard Tittel                     | 1873–1942   | Kapellmeister an der Staatsoper                           |
| Gustav Ucicky                       | 1899–1961   | Filmregisseur                                             |
| Hermann Josef Ullrich               | 1888–1982   | Vizepräsident des Obersten Gerichtshofs, Musiker          |
| Carl Unger                          | 1915–1995   | Maler                                                     |
| Walter Varndal                      | 1901–1993   | Schauspieler                                              |
| André de la Varre                   | 1904–1987   | Filmregisseur und Filmproduzent                           |
| Carl Vaugoin                        | 1873–1949   | Politiker                                                 |
| Erich Veit                          | 1896–1981   | Maler und Grafiker                                        |
| Joschi Walter                       | 1925–1992   | Fußballspieler                                            |
| Franz Walzer                        | 1919–1975   | Politiker                                                 |
| Rudolf Welser                       | 1939–2024   | Rechtswissenschaftler                                     |
| Oskar Weihs                         | 1911–1978   | Politiker                                                 |
| Rudolf Wiener-Welten                | 1864–1938   | Gutsherr                                                  |
| Eduard Josef Wimmer-Wisgrill        | 1882–1961   | Innenarchitekt                                            |
| Franz Windhager                     | 1879–1959   | Maler und Grafiker                                        |
| Else Wohlgemuth                     | 1881–1972   | Schauspielerin                                            |
| Leo Wollner                         | 1925–1995   | Textildesigner                                            |
| Gisa Wurm                           | 1885–1957   | Schauspielerin (Grab aufgelassen)                         |
| Heinz Zatschek                      | 1901–1965   | Historiker                                                |
| Paul Zifferer                       | 1879–1929   | Schriftsteller, Journalist und Diplomat                   |
| Georg Zimmermann                    | 1897–1958   | Politiker                                                 |
| Paul Zsolnay                        | 1895–1961   | Verleger                                                  |